# イゴール・クリメンコ
イゴール・ヴォロディミロヴィチ・クリメンコ（ウクライナ語: Ігор Володи́мирович Клименко、英語: Ihor Volodymyrovych Klymenko、1972年10月25日 - ）は、ウクライナの長官。2023年2月7日より同国内務大臣。第3代国家警察総監を務めた。
2023年1月18日に発生したウクライナ非常事態庁ヘリ墜落事故により内務大臣デニス・モナスティルスキー、内務副大臣イェヴヘーン・イェニンが殉職し、その日のうちに内務副大臣に任命され就任。内務大臣が欠けたため、内務大臣代行として着任した。2月6日、デニス・シュミハリ首相はクリメンコを正式な内務大臣として承認するよう議会に動議を提出し、翌7日に議会は賛成321票をもって承認した。